# うらすたちゃ!
『うらすたちゃ!』は、2007年1月から、キングレコード公式ホームページ内にあるオンデマンドコンテンツ、Oh!sama TVにて動画配信されていた、スターチャイルド作品の宣伝番組である。
2007年4月から2007年9月までは、スカイパーフェクTV!等のアニメ専門チャンネルのひとつ、AT-XのすたチャンX内でも、別内容の番組で番組コーナーとして放送していた。

## うらすたちゃ!

### 概要
- 配信期間は2007年1月～9月。
- Web配信版（すたちゃまにあ版）は毎週金曜日に更新。
- すたチャンX版

放送日時：毎週更新日曜13:00～14:00（再放送：日曜23:00～24:00、金曜27:00～28:00、土曜17:00～18:00）
アニメ番組終了後にフィラーとして放送される。

### 出演者
足谷佳織（名塚佳織の左足の裏）
住所：東京都足立区
誕生日：1985年4月24日
身長：25.0cm
好きな食べ物：イカゲソ
休日の過ごし方：足ツボマッサージ
愛読書：あしながおじさん
好きなブランド：アシックス
裏辺静香（長谷川静香の右足の裏）
住所：千葉県浦安市
誕生日：1988年9月16日
身長：21.5cm
好きな食べ物：アイスのフタの裏
好きなスポーツ：野球（裏の攻撃）
初恋の相手：裏番長
口癖：うらまないで下さい

#### 箱入り娘
- 名塚佳織
- 長谷川静香

### コーナー
足裏
足裏パーソナリティーが、スターチャイルド作品の新作を裏の裏まで紹介するコーナー。すたちゃまにあ版とすたチャンX版とで、放送内容が異なる。
ちなみに足裏パーソナリティーとは、パーソナリティーの素足の裏に顔を描いたキャラクター。カメラには2人の足の裏のアップが映された状態で番組が進行するが、これは2人の足の裏を映しているのではなく、独立のキャラクターという設定である。
箱入り娘
すたちゃまにあ版のみのコーナー。ダンボール箱の中から登場する名塚と長谷川が、スターチャイルド作品にまつわるゲストを招いて、トークを繰り広げる。ゲストも必ずダンボール箱の中から登場し、箱に入ったままでトークを行う。
2007年6月からは、番組リニューアルにより、ダンボール箱からラジオブース（業界では『箱』という）での収録になった。

## うらすたちゃ〜二の足〜
うらすたちゃ〜二の足〜は、2007年10月から、キングレコード公式ホームページ内にあるオンデマンドコンテンツ、Oh!sama TVにて動画配信されている、スターチャイルド作品の宣伝番組である。

### 概要
- 配信期間は2007年10月19日～12月28日 毎週金曜日に更新。

### 出演者
足中藍（野中藍の左足の裏）
住所：福岡県
誕生日：6月8日
身長：23.5cm
好きな動物：アシカ
好きなスポーツ：フットサル
好きな食べ物：豚足
好きな超人：アシュラマン
裏垣彩陽（高垣彩陽の右足の裏）
住所：東京都
誕生日：10月25日
身長：23.5cm
特技：裏声
愛読書：うら島太郎
好きなお酒：うら霞
行って見たい町：ウランバートル
- 野中藍
- 高垣彩陽

### コーナー
足裏
足裏パーソナリティーが、スターチャイルド作品の新作を裏の裏まで紹介するコーナー。ちなみに足裏パーソナリティーとは、パーソナリティーの素足の裏に顔を描いたキャラクター。カメラには2人の足の裏のアップが映された状態で番組が進行するが、これは2人の足の裏を映しているのではなく、独立のキャラクターという設定であった。
藍の診察室♥
女医役の野中藍と患者役の高垣彩陽がいる診察室に、スターチャイルド作品にまつわるゲストが先生として来診し、スターチャイルド作品を処方箋と見立て、トークを繰り広げた。

### ゲスト
- #01（2007年10月19日） 谷井あすか
- #02（2007年10月26日） 神谷浩史
- #03（2007年11月02日） angela
- #05（2007年11月16日） 西田麻衣
- #07（2007年11月30日） 浅沼晋太郎
- #09（2007年12月14日） 小林ゆう
- #10（2007年12月21日） 柿原徹也
- #11（2007年12月28日） 南條愛乃